# 謝滿祿
瑟马莱伯爵马里·约瑟夫·克洛德·爱德华·罗贝尔（法語：Marie Joseph Claude Édouard Robert, Comte de Semallé，1849年5月31日—1936年4月24日），汉名谢满禄，是法国的外交官，曾担任驻清朝公使。与掌管中国邮政的法国人帛黎是摄影好友。